# Ulrike Höfken

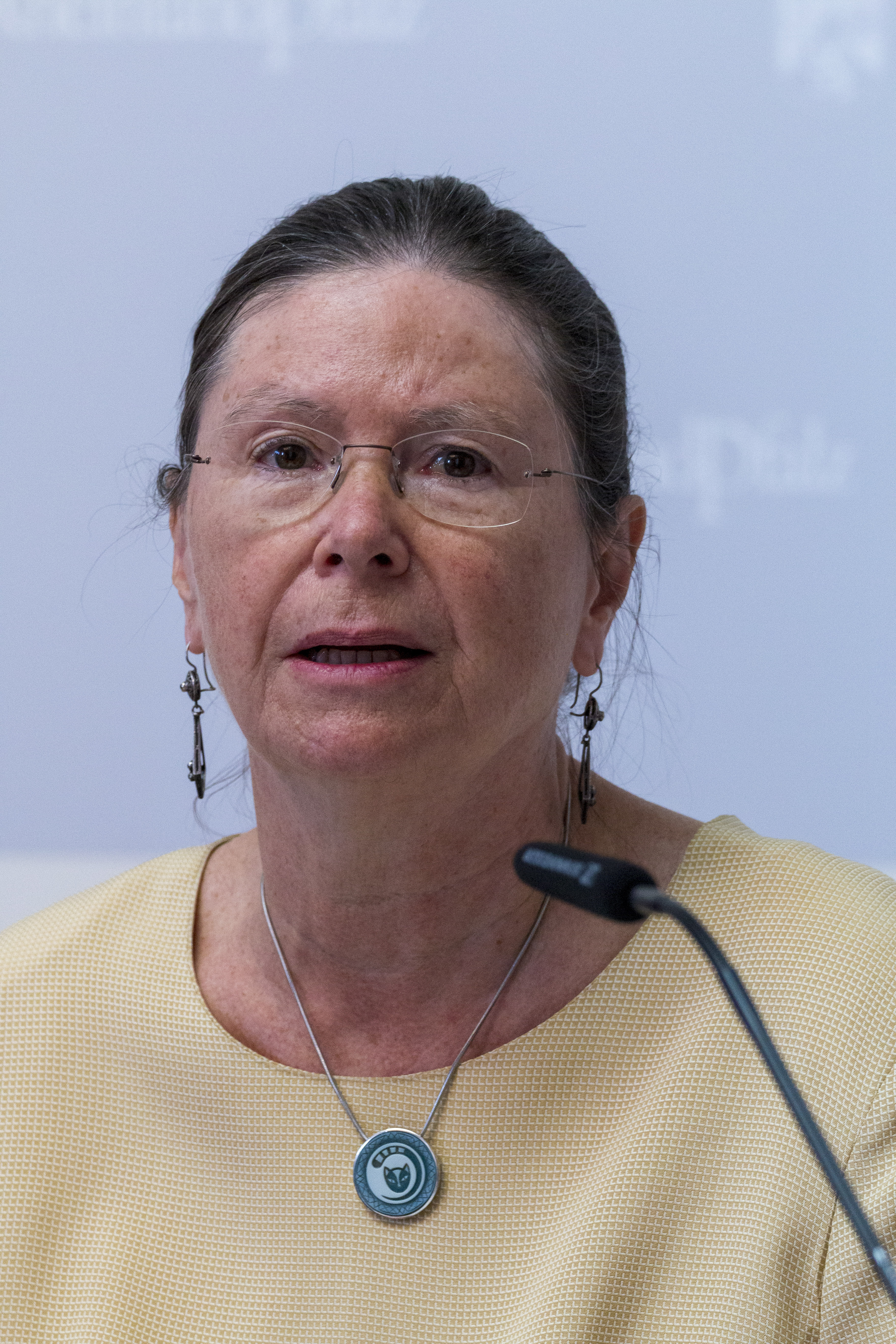
Ulrike Höfken (2020)

Ulrike Höfken (* 14. Mai 1955 in Düsseldorf) ist eine deutsche Politikerin (Bündnis 90/Die Grünen). Von 1994 bis 2011 war sie Mitglied des Deutschen Bundestages und von 2011 bis 2020 Umweltministerin in Rheinland-Pfalz.

## Leben und Beruf
Nach dem Abitur absolvierte Ulrike Höfken ein Studium der Landwirtschaft, der Volkswirtschaftslehre und der Romanistik an der Universität Bonn, welches sie als Diplom-Agraringenieurin beendete. Bis zu ihrer Wahl in den Deutschen Bundestag 1994 war sie als Landwirtin und wissenschaftliche Mitarbeiterin bzw. Agrar-Ingenieurin bei der Landwirtschaftskammer Rheinland, der Universität Bonn, in Forschungsinstituten, im Deutschen Bundestag und im Europäischen Parlament tätig.
Ulrike Höfken ist römisch-katholisch, verheiratet und hat drei Töchter.

## Partei
Nachdem sie sich schon vorher in der Umwelt- und der Dritte-Welt-Bewegung engagiert hatte, wurde Ulrike Höfken 1989 Mitglied der Partei Die Grünen. Von 1991 bis 1994 war sie Sprecherin des Grünen-Landesverbandes in Rheinland-Pfalz und später Vorsitzende des Kreisverbandes Bitburg-Prüm von Bündnis 90/Die Grünen.

## Abgeordnete
Von 1989 bis 2000 gehörte Ulrike Höfken dem Kreistag des Landkreises Bitburg-Prüm an, wo sie während dieser Zeit Vorsitzende der Grünen-Fraktion war. Vom 10. November 1994 bis zum 9. Juni 2011 war sie Mitglied des Deutschen Bundestages und dort innerhalb ihrer Fraktion Sprecherin für die Themen Verbraucherpolitik, Agrarpolitik, Ernährungspolitik und Agrogentechnik. Sie gehörte dem Ausschuss für Ernährung, Landwirtschaft und Forsten (ab 2001: Ausschuss für Verbraucherschutz, Ernährung und Landwirtschaft) an und fungierte als stellvertretende Vorsitzende bzw. von 2006 bis 2009 als Vorsitzende des Ausschusses. Ab 2009 war sie auch Mitglied des Ausschusses für die Angelegenheiten der Europäischen Union.
Ulrike Höfken ist fünf Mal in Folge über die Landesliste von Bündnis 90/Die Grünen Rheinland-Pfalz in den Deutschen Bundestag eingezogen. Nach ihrem Wechsel in die rheinland-pfälzische Landespolitik rückte Tobias Lindner für sie in den Bundestag nach.

## Ministerin
Ab dem 18. Mai 2011 gehörte Ulrike Höfken als Ministerin für Umwelt, Landwirtschaft, Ernährung, Weinbau und Forsten der Landesregierung von Rheinland-Pfalz an. Bei der Regierungsbildung nach der Landtagswahl 2016 wurde die Zuständigkeit für die Bereiche Landwirtschaft und Weinbau auf das Ministerium für Wirtschaft, Verkehr, Landwirtschaft und Weinbau übertragen; Höfkens Ressort bekam dafür den Bereich Energie und firmierte ab dem 18. Mai 2016 als Ministerium für Umwelt, Energie, Ernährung und Forsten.
Am 31. Dezember 2020 schied Höfken aus der Landesregierung aus, nachdem gerichtlich festgestellt wurde, dass über mehrere Jahre große Teile der Beförderungsverfahren für Beamte im rheinland-pfälzischen Umweltministerium „grob rechtswidrig“ vorgenommen worden waren. Die Ministerin für Familie, Frauen, Jugend, Integration und Verbraucherschutz Anne Spiegel übernahm daraufhin am 1. Januar 2021 zusätzlich die Leitung von Höfkens bisherigem Ressort.
Recherchen des SWR hatten 2020 ergeben, dass das Ministerium bei Beförderungen über Jahre systematisch gegen Gesetze verstoßen hatte. Das Ministerium räumte ein, in den Jahren unter Führung Höfkens Beförderungsstellen niemals ausgeschrieben und in zwei Dritteln der Fälle für Bewerber keine Beurteilungen erstellt zu haben. Das Oberverwaltungsgericht Rheinland-Pfalz sprach von einem „von Willkür geprägten System“, das nicht einmal „im Ansatz rechtsstaatlichen Anforderungen“ gerecht werde.
Nach Recherchen des SWR setzten seit 2018 die Ministerin und ihre Nachfolgerin Anne Spiegel auf Facebook 130 mal spionierende Werbung, sogenanntes Mikrotargeting ein, um Interessierte gezielt anzusteuern, obwohl sich ihre Partei auf EU-Ebene dagegen einsetzt. Nach Medienberichten wurden die Kampagnen Ende September 2021 beendet.